# Мороцо
Мороцо (итал. Morozzo) је насеље у Италији у округу Кунео, региону Пијемонт.
Према процени из 2011. у насељу је живело 1130 становника. Насеље се налази на надморској висини од 432 м.

## Становништво
Према резултатима пописа становништва 2011. у општини је живело 2.115 становника.
| 1931. | 1936. | 1951. | 1961. | 1971. | 1981. | 1991. | 2001. | 2011. |
| ----- | ----- | ----- | ----- | ----- | ----- | ----- | ----- | ----- |
| 2.167 | 2.099 | 2.095 | 1.905 | 1.931 | 1.859 | 1.860 | 1.979 | 2.115 |